# Raphaël Faÿs
Raphaël Faÿs (Párizs, 1959. december 10. –) francia dzsesszgitáros. Raphaël Faÿs a dzsessztől a flamencoig számos zenei stílusban otthonos, beleértve a cigányswinget, a fúziós dzsesszt és a klasszikus zenét is.

## Pályakép
Faÿs először apjától, Louis Faÿstól tanult gitározni. Klasszikus gitárt és zeneszerzést már Zeneakadémián tanult. Tizenöt évesen már saját zenekara volt, amelyben apja ritmusgitáron játszott. Alig egy évvel később felvette bemutatkozó albumát, amit gyors egymásutánban újabb felvételek követtek.
Elsősorban saját együtteseivel dolgozik. Vendégzenészként azonban fellépett Stéphane Grappellivel, Babik Reinhardttal és Damir Kukuruzovićcsal is.
Martin Kunzler német nagybőgős, szakíró szerint ő valószínűleg az akusztikus gitár legfontosabb kortárs képviselője Django Reinhardt közvetlen utódai közül.

## Albumok
- Gitarre, spielt Kompositionen von Marcel Dadi (1976)
- Raphael Fays (1978)
- Gipsy New Horizon (1979)
- Night in Caravan (1980)
- Vivi Swing (1982)
- Bonjour Gipsy (1983)
- La Musique de Django (1985)
- Djangology (1987)
- Voyages (1989)
- Gipsy Touch (1991)
- Sans Domicile Fixe (1996)
- Jazz Hot: The Gipsy Way (2000)
- Guitar Romance (2003)
- Swing Guitar (2005)
- Andalucia (2006)
- Django & Classic (2006)
- Django's Works (2010)
- Django et Rien D'Autre! (2010)
- Circulo de La Noche (Ouest, 2015)
- Paris Seville. Bois de Guitare: Madera de Guitarra (2018)

## Fordítás
Ez a szócikk részben vagy egészben  a   Raphaël Faÿs című német Wikipédia-szócikk ezen változatának fordításán alapul.  Az eredeti cikk szerkesztőit annak laptörténete sorolja fel. Ez a jelzés csupán a megfogalmazás eredetét és a szerzői jogokat jelzi, nem szolgál a cikkben szereplő információk forrásmegjelöléseként.